# Лінійні кораблі типу «Нью-Йорк»
Лінійні кораблі типу «Нью-Йорк»  — два супер-дредноута, побудованих для ВМС США між 1911 і 1914 роками. Два кораблі цього типу, «Нью-Йорк» і «Техас», брали участь у окупації Веракруса, а також  у багатьох операціях Першої та Другої світовій війни.

## Конструкція
Розроблений як удосконалений варіант попередніх лінкорів типу  «Вайомінг», «Нью-Йорк» був першим лінійним кораблем, озброєних 14 дюймовими гарматами з довжиною ствола 45 калібрів. Це перший американський супердредноут. Але це один з останніх типів лінкорів, розроблених із п’ятибаштовим компонуванням та вугіллям як паливом. У конструкції також було кілька недоліків, таких як відсутність зенітного озброєння та занадто велика площа недостатньо надійного бронювання. Ці недоліки були усунені надалі  на лінійних кораблях типу «Невада». Через ці недоліки обидва кораблі пережили кілька масштабних модернізацій протягом своєї кар'єри, які значно змінило їх зовнішній вигляд.

## Представники
| Назва               | Номер | Закладений           | Спущений на воду    | Вступив у стрій     | Доля                                            |
| ------------------- | ----- | -------------------- | ------------------- | ------------------- | ----------------------------------------------- |
| «Нью-Йорк» New York | BB-34 | 11 вересня 1911 року | 30 жовтня 1912 року | 15 травня 1914 року | 8 липня 1946 року затоплений як корабель-мішень |
| Тексес Texas        | BB-35 | 17 грудня 1910 року  | 17 квітня 1911 року | 18 травня 1912 року | Корабель-музей                                  |

## Історія служби
Як «Нью-Йорк», так і «Техас»  увійшли до складу флоту в 1914 році і відразу взяли участь в окупації Веракруса, а також служили для посилення Великого флоту Королівського флоту в Північному морі під час Першої світової війни, під час якої «Нью-Йорк», як вважається, потопив U-boot  у випадковому зіткненні. Обидва кораблі пройшли численні тренування та капітальні ремонти в міжвоєнний період і приєдналися до патруля нейтралітету на початку Другої світової війни. Морально застарілі через наявність більш досконалих лінкорів, обидва кораблі служили під час війни в основному як супровід конвоїв і для надання артилерійської підтримки. «Нью-Йорк» виконував відповідну функцію під час операції «Смолоскип» у Північній Африці, здійснював патрулювання конвоїв і навчання в Атлантиці, а також надавав артилерійську підтримав під час  битв за Іводзіму та Окінаву. «Техас» підтримував десантників під час операцій «Смолоскип», «Оверлорд», здійснював бомбардування Шербура брав участь в операції «Драгун» і битвах за Іводзіму та Окінаву. Після війни «Нью-Йорк» використовувався як корабель-мішень в операції «Перехрестя» і був затоплений як ціль у 1948 році, тоді як «Техас» було перетворено на корабель-музей і пришвартовано в парку штату Сан-Хасінто, поки його не перемістили до сухого доку в Галвестоні, штат Техас. у серпні 2022 року для реставраційних робіт.